# Emilianów (Grande-Pologne)
Pour les articles homonymes, voir Emilianów.
Emilianów est une localité polonaise de la gmina de Koźminek, située dans le powiat de Kalisz en voïvodie de Grande-Pologne.